# Eugen Weidmann

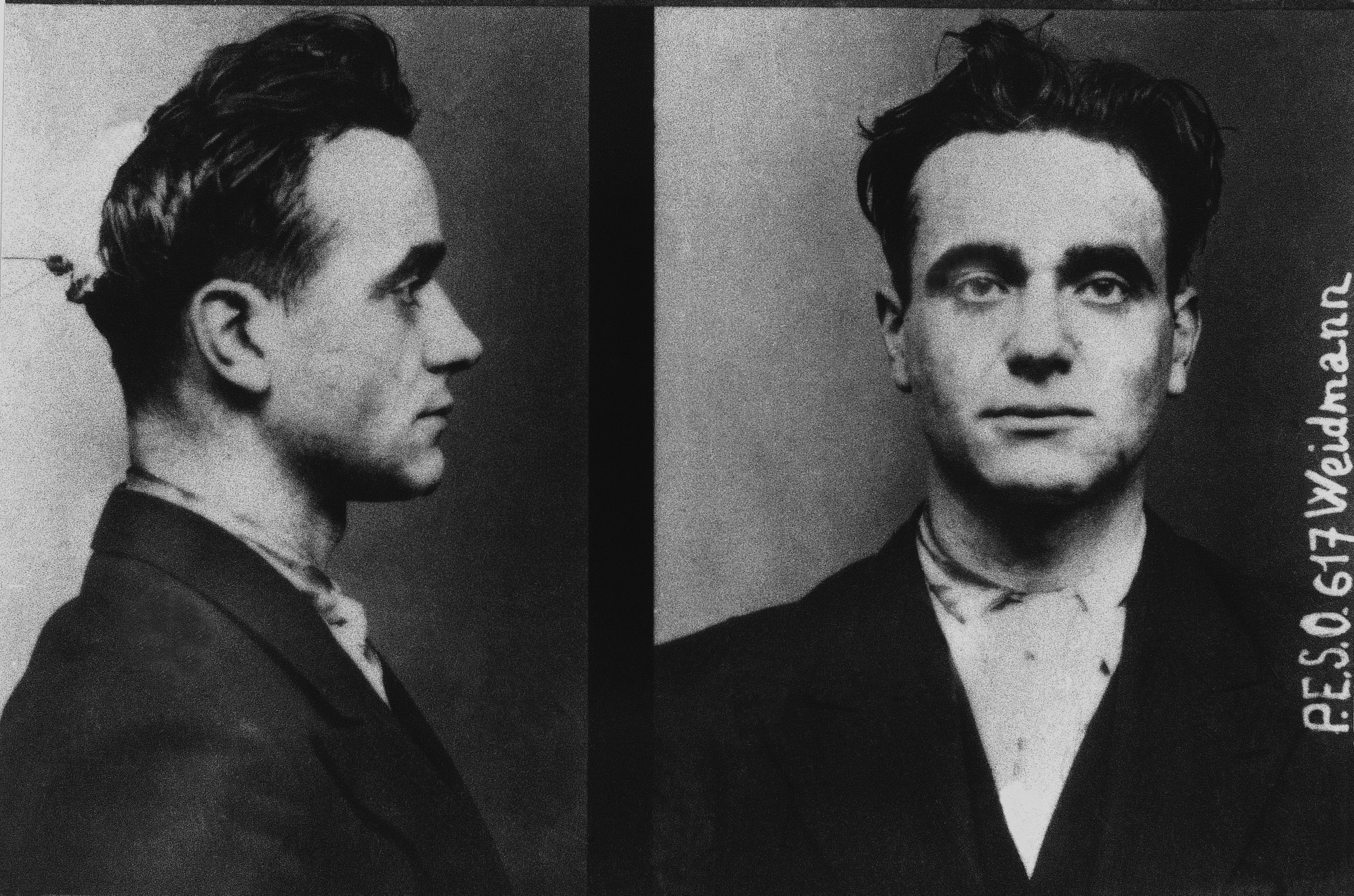
Eugen Weidmann

Eugen Weidmann (* 5. Februar 1908 in Frankfurt am Main; † 17. Juni 1939 in Versailles; in Frankreich übliche Namensform Eugène Weidmann) war ein deutscher Serienmörder. Er beging in Frankreich sechs Morde. Seine Enthauptung durch die Guillotine war die letzte öffentlich vollzogene Hinrichtung in Frankreich.

## Morde und Prozess
Eugen Weidmann wuchs als Sohn eines Exportkaufmanns in Frankfurt-Sachsenhausen auf und ging dort zur Schule. Vom Beginn des Ersten Weltkriegs an leistete sein Vater Kriegsdienst. Da die Mutter mit dem Betrieb einer Gaststätte stark beschäftigt war, lebte der Sohn bei seinen Großeltern in Köln und begann in dieser Zeit zu stehlen. Als Elfjähriger kehrte er nach dem Krieg nach Frankfurt zurück und wurde erneut beim Bestehlen der Gäste in der elterlichen Gaststätte, im Gymnasium und im Freibad erwischt. Als er 16 wurde, ließ ihn die Mutter in die neu eröffnete Erziehungsanstalt Schloss Dehrn einweisen. Auch dort fiel er durch Diebstahl auf, schied aus der Anstalt aus und wanderte nach Kanada aus. Nachdem er seinen Arbeitgeber beim Viehverkauf betrogen hatte, wurde er ausgewiesen und kehrte nach Deutschland zurück. Da er Taxifahrer werden wollte, kaufte ihm sein Vater einen roten Horch. Er nutzte den Wagen aber, um mit ihm einen Bankier in Sachsenhausen zu entführen. Dies scheiterte, und er verbüßte fünf Jahre Haft wegen Raubes im Strafgefängnis Frankfurt-Preungesheim. Dort arbeitete er als Gefängnisbibliothekar und lernte seine späteren Komplizen Roger Million, Jean Blanc und Fritz Frommer kennen, aber auch Wilhelm Dörter, der als politischer Häftling dort einsaß.
Nach ihrer Entlassung aus dem Gefängnis beschlossen Weidmann, Million, Blanc und Frommer, gemeinsam reiche Touristen, die Frankreich besuchten, zu entführen und zu bestehlen. Sie mieteten für diesen Zweck ein Haus in La Celle-Saint-Cloud in der Nähe von Paris.
Der erste Entführungsversuch scheiterte, weil ihr Opfer sich zur Wehr setzte. Der zweite Versuch, die Entführung der New Yorker Tänzerin Jean de Koven, war erfolgreich. Eugen Weidmann tötete und vergrub sie am 21. Juli 1937 im Garten des gemieteten Hauses. Die Gruppe sandte dann die erbeuteten Reiseschecks Millions Geliebter, Colette Tricot, zu, die diese in Bargeld wechseln sollte.
Am 3. September desselben Jahres ließ sich Weidmann vom Chauffeur Joseph Couffy in dessen Wagen an die Côte d’Azur bringen, wo er ihm in den Hinterkopf schoss, um anschließend den Wagen zu stehlen. Am 4. Oktober 1937 lockte er mit Million Janine Keller, eine selbständige Krankenschwester, durch ein Arbeitsplatzangebot in eine Höhle. Er tötete sie und stahl ihre Habseligkeiten. Am 16. Oktober arrangierten Million und Weidmann ein Treffen mit einem jungen Theaterproduzenten, Roger LeBlond, und versprachen ihm, in seine Vorführungen zu investieren. Stattdessen ermordete Weidmann ihn durch Kopfschuss von hinten und stahl seine Brieftasche.
Zusammen mit Roger Million tötete er am 20. November den gemeinsamen Komplizen Fritz Frommer. Sein nächster Schuss traf Raymond Lesobre, einen Immobilienmakler, mit dem er ein Haus besichtigte. Er stahl Lesobres Auto sowie dessen Brieftasche.
Die Polizei konnte Weidmann Anfang Dezember 1937 nach einer Schießerei verhaften, wonach er alle seine Morde gestand. Weidmann, Million, Blanc und Tricot wurden im März 1939 vor Gericht gestellt. Weidmanns Verteidiger war der renommierte Rechtsanwalt Vincent de Moro-Giafferi, der bereits 1921 Henri Désiré Landru verteidigt hatte und später Herschel Grynszpan vertrat. Weidmann und Million wurden am 31. März 1939 zum Tode verurteilt, Blanc zu einer Gefängnisstrafe von 20 Monaten. Millions Geliebte Colette Tricot wurde zuerst freigesprochen und später zu lebenslanger Haft verurteilt. Staatspräsident Albert Lebrun begnadigte Roger Million zu einer lebenslangen Freiheitsstrafe und bestätigte das Todesurteil für Weidmann.

## Hinrichtung
Eugen Weidmanns Hinrichtung wurde von volksfestartigen Szenen begleitet. Am Vortag der Vollstreckung waren etwa 10.000 Schaulustige nach Versailles gekommen. Die Gaststätten hatten die ganze Nacht über geöffnet, der Lärm war bis in Weidmanns Zelle im Gefängnis Saint Pierre zu hören. Die Hinrichtung fand auf dem Platz vor dem Gefängnis statt und musste wegen des Ansturms der Schaulustigen um etwa 45 Minuten auf 4:32 Uhr verschoben werden.
Trotz eines geltenden Film- und Fotografierverbots wurde von einer privaten Wohnung neben dem Gefängnis aus ein Amateurfilm aufgenommen, der in den 2000er-Jahren in Internetportalen kursierte. Auf dem Film ist zu sehen, wie nach der Niederwerfung des Delinquenten durch zwei Assistenten auf das Klappbrett der Guillotine der Scharfrichter Jules-Henri Desfourneaux per Hebel die obere Lünette fixiert und das Beil auslöst. Unmittelbar nach Abtrennung des Kopfes kippen die beiden Assistenten den kopflosen Körper seitlich in die bereitstehende Truhe ab, während ein weiterer Assistent (André Obrecht), der die Enthauptung aus einigen Metern Entfernung (um nicht vom spritzenden Blut befleckt zu werden) auf der Kopfseite des Delinquenten beobachtet hatte, zur Guillotine eilt, um den Kopf des Hingerichteten aus dem dafür gedachten Gefäß zu holen. Das Hochheben des Kopfes ist jedoch nicht mehr auf dem Film enthalten. Der Scharfrichter und die Assistenten sind mit schwarzen Gehröcken und Hüten bekleidet. Von der Niederwerfung des Verurteilten auf das Klappbrett bis zur Abtrennung des Kopfes vergehen weniger als zehn Sekunden.
Wegen des unwürdigen „hysterischen Verhaltens“ der Öffentlichkeit bei Weidmanns Hinrichtung bestimmte Premierminister Édouard Daladier am 24. Juni 1939 in einer Verordnung, dass künftig alle Exekutionen nichtöffentlich, also hinter Gefängnismauern zu vollziehen seien.

## Trivia
Der britische Schauspieler Christopher Lee, damals 17 Jahre alt, war Augenzeuge von Weidmanns Hinrichtung.
Claude Chabrol benutzt die Erzählung von Frauen, die angeblich gleich nach der Hinrichtung ihre Tücher in das Blut des charmanten Serienkillers getaucht hatten, in einer Szene in seinem Film Die Unbefriedigten (Les bonnes femmes).
Die Hinrichtungsszene im Spielfilm Mathilde – Eine große Liebe (2004) ist an den Amateurfilm von Weidmanns Hinrichtung angelehnt.
Auch Claude Lanzmann erwähnt die Hinrichtung in seinen Erinnerungen (Der patagonische Hase).